# Asier Illarramendi
Asier Illarramendi Andonegi (født 8. marts 1990) er en spansk fodboldspiller, der spiller for FC Dallas som defensiv midtbanespiller. Han har tidligere spillet for Real Madrid, som han fik sin debut for imod Villarreal, hvor kampen endte 2-2.

## Landshold
Illarramendi hjalp Spanien med at nå finalen i 2007 FIFA U-17 VM hvor han spillede alle kampene. Illarramendi brændte straffe i straffesparks-konkurrence, og med hjælp fra Illarramendi, kunne Nigeria løfte trofæet.